# Bánlaky József
Doberdói Bánlaky József, 1931-ig Breit József (Lugos, 1863. február 14. – Üllő, 1945. október 12.) honvéd altábornagy, hadtörténész. Máig az egyik legnagyobb magyar hadtörténelmi mű, a 22 kötetes A magyar nemzet hadtörténelmének megírója.

## Családja
A lugosi hitközség anyakönyve szerint szülei Salomon Breit és Rosalia Sternheim. 1888-ban a zsidó vallásról áttért a római katolikusra. 1931-ben megváltoztatta nevét Bánlakyra. Az 1940-es években, amikor a zsidó származás problémát jelentett, dokumentumokkal bizonyította, hogy valójában szülei katolikusok voltak, nem azok, akiket Lugoson bejegyeztek. A dokumentumok ellentmondásai miatt azonban nem lehet biztosan megállapítani, mi az igazság. 
1886-ban ismerkedett meg Axmann Etelkával, akivel a katonai bürokrácia miatt csak később, 1915-ben tudott összeházasodni.

## Katonai pályája
Alsóbb iskoláit Lugoson végezte, majd 1883-tól a budapesti tudományegyetemen tanult. 1884–1885-ben elvégezte a Ludovika Akadémia egyéves önkéntesi tanfolyamát. A hivatásos tiszti vizsga letétele után 1888. május 1-jétől hadnagyi rangban a kassai magyar királyi 10. féldandárnál csapatszolgálatot teljesített, eközben 1888 és 1889 között elvégezte a budapesti hivatásos felsőbb tiszti tanfolyamot és 1889 és 1891 között a bécsi hadiiskolát. 1891. november 1-jén főhadnagyi rangban átkerült a vezérkari testületbe. 1895-ben századossá, 1902-ben őrnaggyá léptették elő. 1904. május 14-én a III. (kassai) honvéd kerületi parancsnokság vezérkari főnökévé nevezték ki. 1906. szeptember 30-ától a honvéd törzstiszti tanfolyam tanára lett, november 1-jétől alezredesi rangban. 1911. április 30-án kinevezték a miskolci 10. honvéd gyalogezred parancsnokává. Ugyanezen év május 1-jén ezredessé léptették elő. 1913. március 27-én a honvéd törzstiszti tanfolyam parancsnoka lett. 
Az első világháborúban, 1914. július 27-étől a 107. népfelkelő gyalogdandár parancsnokaként szerbiában frontszolgálatot teljesített ezredesként. Ugyanebben az évben, augusztus 1-jén vezérőrnaggyá léptették elő. 1915. január 25-től a 109. népfelkelő dandár, majd ugyanezen év május 21-től a belőle megalakuló 16. honvéd hegyidandár parancsnoka lett. 1915 őszén (még a harmadik isonzói csata előtt) beadta kérelmét megnemesítésére (amit 1916 elején meg is kapott az uralkodótól). Különösen kitűnt a Doberdónál vívott harcokban (nemesi előnevét is innen választotta korábban), azonban október 22-én felmentették a parancsnokság alól és rendelkezési állományba került. Ennek keretében előbb Erdélybe került, majd 1916 májusa és októbere között a közös hadügyminisztériumban teljesített szolgálatot. A felmentés oka az volt, hogy olyan lelkiállapotba került, ami miatt nem volt képes ellátni feladatát, és ez majdnem a nyugdíjazását is jelentette, de végül Hazai Samu honvédelmi miniszter kiállt mellette és ismét visszakerülhetett a harctérre. 1916. november 15-től a 39. honvéd gyaloghadosztály ideiglenes, 1917. februártól végleges parancsnoka lett. Alakulatával 1917. március 8-án elfoglalták Magyarost, emiatt az uralkodó, IV. Károly is legfelsőbb elismerésében részesítette. 1917. augusztus 1-jén beosztásának megtartása mellett altábornaggyá léptették elő. Az összeomlás előtt Weber gyalogsági tábornok helyett ő vette át a VII. hadtest parancsnokságát. 1918 novemberében Budapesten jelentkezett szolgálatra, ekkor rövid időre a Hadtörténelmi Levéltárba került.
Ahogy a Monarchia hadseregének tábornokait általában, így őt is mellőzték az első magyar köztársaság és a tanácsköztársaság ideje alatt, nyugállományba került. A tanácsköztársaság bukása után a tisztikar tartalékos és nyugállományú tagjait is igazoló eljárás alá vonták, amiben először mint igazolóbizottsági elnök ő is részt vett, de később őt is vizsgálat alá vonták. Ügye tábornoki becsületügyi választmány elé került, mert 1918 őszén, az összeomlás idején anélkül hagyta el csapatait, hogy erről értesítette volna a hadosztáytörzset, de végül tisztázták nevét és elismerték, hadifogság veszélye elől menekült.

## Szakírói és történetírói pályája

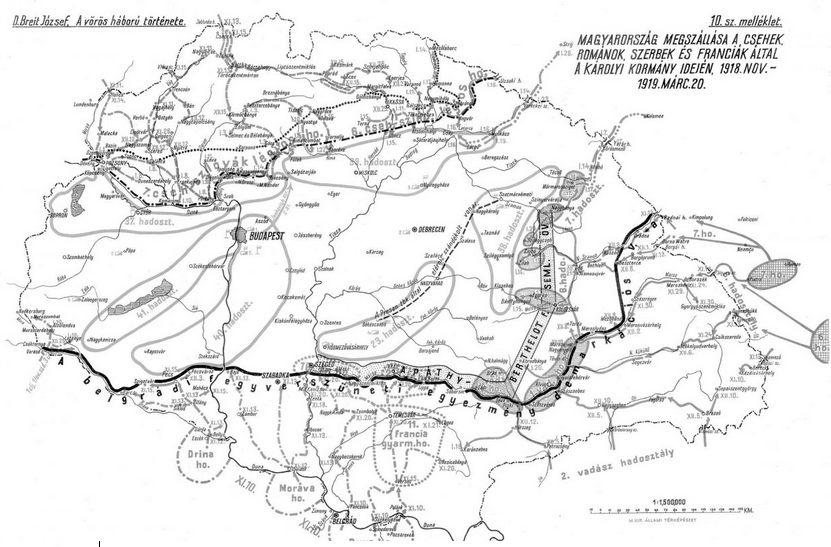
Magyarország megszállása a csehek, románok, szerbek és franciák által (1918 november 18-tól március 20-ig)

Autodidakta hadtörténészként számos tudományos igényű, a modern feldolgozásokban is forrásértékűként számon tartott mű szerzője. Első műve 1892-ben jelent meg, amit mint fiatal tiszt kötelező szakmai publikációként írt. Tiszttársaitól eltérően, akik általában a kötelező publikációk után nem folytatták az írást, Breit sorra adta ki a hadtörténettel és hadászattal kapcsolatos köteteket. Az 1890-es évek második felében megírta az 1848–49-es szabadságharc katonai történetét (a téma kényessége miatt a művön csak monogramja szerepel), amely átütő siker lett. A tényanyagában minden korábbinál gazdagabb munka az első hasonló jellegű mű, amelyet nem a szabadságharc résztvevője vagy kortársa írt. A tudományos igényű műben Breit a katonai kérdésekre koncentrál, szinte teljes egészében mellőzve a politikatörténeti fejtegetéseket. Elsősorban magyar hadtörténelemmel foglalkozott, de a Bécsben 1910-ben németül megjelent műve (Der russisch–japanische Krieg 1904–05, I.) nemzetközi sikert is hozott számára. 1911-től haláláig segédtagja volt a Magyar Tudományos Akadémia Hadtörténeti Bizottságának, és rendes tagja volt a Magyar Történelmi Társulatnak.
Az első világháború alatt a katonai feladatai háttérbe szorították írói munkásságát, de utána belefogott Az 1918-19-es forradalmak és a vörös háború története című nagyszabásúra tervezett műve megírásába. A huszonkét kötetesre tervezett munka azonban a harmadik után megszakadt. Az első kötet 1925-ben jelent meg a Hadtörténelmi Levéltár kiadásában, a harmadikat 1929-ben már szerzői kiadásban jelentette meg. Az 1925. február 10-én megalakult Magyar Katonai Írók Köre alapító tagja, 1929. december 17-től 1940. március 13-ig elnöke, attól kezdve 1944-ig tiszteletbeli elnöke volt.
1928 és 1942 között jelent meg, huszonkét kötetes, A magyar nemzet hadtörténelme című műve Grill Károly könyvkiadásában, ami máig a magyar hadtörténetírás egyik legkiemelkedőbb teljesítménye. Huszonharmadik kötetként tervezte, hogy feldolgozza az első világháború történetét, de erre nem kerül már sor. Grill Károly raktára, ahol a már kinyomtatott köteteit tárolták 1945-ben kigyulladt, ami számára jelentős anyagi és eszmei veszteséget jelentett. Ez annyira  megviselte, hogy szívgyógyszereit sem szedte be utána. 1945. október 12-én elhunyt.

## Főbb művei
- Gedrängter geschichtlicher Abriss der Gegend Orsova – Ada Kaleh (Temesvár, 1892)
- Az 1870–71. évi német–francia háború története, I–III. (Budapest, 1896–1899)
- A magyar hadaknak Mária Terézia első háborúiban való közreműködésének története (Budapest, 1896)
- Magyarország 1848–49-ik évi függetlenségi harcának katonai története (Budapest, 1897–98)
- Bonaparte 1797. évi hadjárata (Budapest, 1900)
- Az egyetemes hadtörténelem vázlata, I–II. (Budapest, 1900)
- A harczászati szolgálat körébe vágó harczászati feladatok alkalmazó megbeszélése, I–II. (Budapest, 1901–1902)
- A harctéri szolgálatról, I–II. (Budapest, 1901–1902)
- A gyalogság harcászata (Budapest, 1907)
- Der russisch–japanische Krieg 1904–05, I–II. (Budapest, 1910–1911)
- A 39. honvéd-gyaloghadosztály harcai Erdély keleti határán, Magyarós elfoglalása 1917. március 8. (Budapest, 1921)
- Az 1914. évi osztrák–magyar–szerb–montenegrói hadjárat (Budapest, 1925)
- A magyarországi 1918–19. évi forradalmi mozgalmak és a vörös háború története, I–III. (Budapest, 1925–1929)
- A magyar nemzet hadtörténelme, I–XXII., (Budapest, 1928–1942), (online elérés a MEK-en)
  - (XXIII.)	Az 1914. évi osztrák-magyar szerb-montenegrói hadjárat
  - (XXIV.)	A magyarországi 1918/19. évi forradalmi mozgalmak és a vörös háború története